# 천페이치 (배우)
천페이치(중국어 정체자: 陳珮騏, 간체자: 陈珮骐, 병음: Chén Pèiqí, 한자음: 진패기, 1977년 8월 27일~)는 중화민국의 배우이다. 2017년 아이치이에서 선정한 가장 토나오는 비호감 여배우 10인에 박제되었다. 

## 작품 목록

### 텔레비전 드라마
- 2008 《진정만천하》- 뤄안안(羅安安) 역
- 2009 《천하부모심》- 천즈링(陳志玲) 역
- 2010 《가화만사흥》- 린아이린(林艾琳) 역
- 2011 《견수》- 장메이메이(江美美) 역
- 2013 《세간정》-장샤오팅(江曉婷) 역
- 2015 《감미인생》-장첸첸(江茜茜), 판첸첸(潘茜茜) 역
- 2017 《일가인》- 예샤오샤(葉曉夏) 역
- 2020 《천지교녀》- 펑원쉐(彭文雪) 역
- 2023 《천도》- 완징위(萬靜玉) 역